# Elecciones estatales de Hesse de 2023
Las elecciones estatales de Hesse de 2023 se llevaron a cabo el 8 de octubre de ese año, con el propósito de elegir a los miembros del Parlamento Regional Hesiano.

## Antecedentes
Tras las elecciones estatales de 2018, la CDU y Los Verdes renovaron su coalición gubernamental en Hesse. Sin embargo, en abril de 2022, Volker Bouffier (CDU) anunció su dimisión como Ministro-Presidente. Boris Rhein (CDU) fue elegido por el Parlamento Regional Hesiano como su sucesor el 31 de mayo de 2022, continuando la coalición con Los Verdes.

## Candidaturas
El 8 de octubre de 2022, Alternativa para Alemania (AfD) nominó como cabeza de lista a su presidente estatal y portavoz parlamentario Robert Lambrou en un congreso realizado en Melsungen, con el apoyo del 78% de los delegados.
El 3 de diciembre, el congreso regional del Partido Democrático Libre (FDP) nombró como cabeza de lista al portavoz parlamentario de economía y transporte, Stefan Naas. Obtuvo el 93% de los votos entre los 300 delegados reunidos en Wetzlar. Anunció que quiere hacer de la economía y la educación los ejes centrales de su discurso, y anuncia que no centrará su campaña únicamente en obtener votos de lista. Es apoyado en esta estrategia por la presidenta regional del partido y ministra federal de Educación, Bettina Stark-Watzinger.
En una reunión en Friedewald el 3 de febrero de 2023, el comité ejecutivo del Partido Socialdemócrata (SPD) eligieron por unanimidad a la presidenta regional del partido y ministra federal del Interior, Nancy Faeser, como cabeza de lista. Faeser indicó, basándose en particular en el ejemplo de Manfred Kanther en 1995, que seguirá en el gobierno federal en caso de derrota. Dice que quiere centrar su campaña en los salarios y el desarrollo del sector industrial.
El 25 de febrero, el Vice primer ministro Tarek Al-Wazir y la ministra Estatal de Ciencia Angela Dorn fueron elegidos como cabezas de lista en un congreso del partido en Wetzlar, con un 86,59% y 91,65% de apoyo de los delegados, respectivamente. Al-Wazir también fue designado como candidato a Ministro presidente.
El 22 de abril, La Izquierda nominó como cabezas de lista en un congreso en Flörsheim a los jefes de su grupo parlamentario Elisabeth Kula y Jan Schalauske, con un apoyo del 86,4% y 85,2% de los delegados, respectivamente.
En su congreso estatal en Darmstadt, la Unión Demócrata Cristiana de Alemania (CDU) nominó por unanimidad al ministro-presidente saliente Boris Rhein como cabeza de lista.

## Partidos participantes
Se aprobaron las listas estatales de 21 partidos y grupos de votantes, así como 472 propuestas electorales de distrito:

### Formaciones con representación parlamentaria
| Partido(s) | Partido(s) | Partido(s)                            | Ideología              | Posición        | Cabeza/s de lista    | Escaños en el Parlamento |
| ---------- | ---------- | ------------------------------------- | ---------------------- | --------------- | -------------------- | ------------------------ |
|            | CDU        | Unión Demócrata Cristiana de Alemania | Democracia cristiana   | Centroderecha   | Boris Rhein          | 40/137                   |
|            | Grüne      | Alianza 90/Los Verdes                 | Política verde         | Centroizquierda | Angela Dorn-Rancke   | 29/137                   |
|            | SPD        | Partido Socialdemócrata de Alemania   | Socialdemocracia       | Centroizquierda | Nancy Faeser         | 29/137                   |
|            | AfD        | Alternativa para Alemania             | Populismo de derecha   | Extrema derecha | Robert Lambrou       | 19/137                   |
|            | FDP        | Partido Democrático Libre             | Liberalismo clásico    | Centroderecha   | Stefan Naas          | 11/137                   |
|            | Linke      | La Izquierda                          | Socialismo democrático | Izquierda       | Elisabeth Kula-Braun | 9/137                    |

### Formaciones sin representación parlamentaria
| Candidatura | Candidatura | Cabeza de lista             | Ideología                | Posición          |
| ----------- | --- | --------------------------- | ------------------------ | ----------------- |
|             | Votantes Libres (FW) | Engin Eroglu                | Localismo                | Centroderecha     |
|             | Partido Ser Humano, Medio Ambiente y Protección de los Animales (Tierschutzpartei)                                                           | Fabian Schelsky             | Derechos de los animales | Centroizquierda   |
|             | Partido por el Trabajo, Estado de Derecho, Protección de los Animales, Fomento de las Elites e Iniciativas Democráticas de Base (Die PARTEI) | Dominic Harapat             | Sátira política          | Izquierda         |
|             | Partido Pirata de Alemania (Piraten) | Sebastian Alscher           | Movimiento pirata        | Centro            |
|             | Partido Ecológico-Democrático (ÖDP) | Markus Hutter               | Conservadurismo verde    | Centroderecha     |
|             | Partido para la Investigación Biomédica en Rejuvenecimiento (SV)                                                                             | Dennis Rudolph              | Liberalismo económico    | Centroderecha     |
|             | Partido Comunista Alemán (DKP) | Axel Koppey                 | Comunismo                | Extrema izquierda |
|             | Partido de los Humanistas (PdH) | Felicitas Klings            | Socioliberalismo         | Centroizquierda   |
|             | V-Partei³ – Partei para el Cambio, los Vegetarianos y los Veganos (V-Partei³)                                                                | Denis Ehrhardt              | Derechos de los animales | Centroizquierda   |
|             | Acción Ciudadanos por la Justicia (ABG) | Eva Hemm                    | Localismo                | Atrapalotodo      |
|             | Partido Anarquista Pogo de Alemania (APPD)                                                                                                   | Philipp Borgartz            | Sátira política          | Anarquismo        |
|             | Partido Democrático de Base de Alemania (dieBasis)                                                                                           | André Kruschke              | Democracia de base       | Atrapalotodo      |
|             | El Nuevo Centro | Grit Colditz                | Democracia de base       | Centro            |
|             | Volt Alemania (Volt) | Che Chukwumerije            | Federalismo europeo      | Centro            |
|             | Lista Climática de Hesse (KLIMALISTE WÄHLERLISTE)                                                                                            | Claudia von Eisenhart-Rothe | Protección del clima     | Centro            |
|             | Otras formaciones e Independientes |                             |                          |                   |

## Encuestas

Línea de tendencia de regresión local de los resultados de las encuestas.

| Encuestadora              | Fecha               | Muestra | CDU                       | Grünen     | SPD  | AfD  | FDP  | Linke | FW   | Otros | Diferencia |     |     |     |     |      |
| ------------------------- | ------------------- | ------- | ------------------------- | ---------- | ---- | ---- | ---- | ----- | ---- | ----- | ---------- | --- | --- | --- | --- | ---- |
| Encuestadora              | Fecha               | Muestra | Elecciones estatales 2023 | 8 Oct 2023 | –    | 34.6 | 14.8 | 15.1  | 18.4 | Otros | Diferencia | 5.0 | 3.1 | 3.5 | 5.5 | 16.1 |
| Wahlkreisprognose         | 3–6 Oct 2023        | 949     | 34.5                      | 16.5       | 15.5 | 15.5 | 4.9  | 2.5   | 4.5  | 6.1   | 18.0       |     |     |     |     |      |
| Forschungsgruppe Wahlen   | 4–5 Oct 2023        | 1,000   | 32                        | 17         | 17   | 16   | 5    | 3     | 4    | 6     | 15         |     |     |     |     |      |
| Wahlkreisprognose         | 30 Sep – 3 Oct 2023 | 1,002   | 33                        | 16.5       | 16   | 16   | 5.5  | 3     | 4.5  | 5.5   | 16.5       |     |     |     |     |      |
| INSA                      | 25 Sep – 2 Oct 2023 | 1,000   | 31                        | 16         | 16   | 16   | 5    | 4     | 5    | 7     | 15         |     |     |     |     |      |
| Civey                     | 24 Sep – 1 Oct 2023 | 2,900   | 31                        | 18         | 16   | 15   | 6    | 4     | –    | 10    | 13         |     |     |     |     |      |
| Forschungsgruppe Wahlen   | 25–28 Sep 2023      | 1,041   | 32                        | 17         | 17   | 16   | 5    | 3     | 4    | 6     | 15         |     |     |     |     |      |
| Infratest dimap           | 25–27 Sep 2023      | 1,515   | 31                        | 17         | 16   | 15   | 6    | 4     | 4    | 7     | 14         |     |     |     |     |      |
| Wahlkreisprognose         | 22–26 Sep 2023      | 1,000   | 30.5                      | 18         | 16   | 17.5 | 5    | 2.5   | 4    | 6.5   | 12.5       |     |     |     |     |      |
| Civey                     | 7–14 Sep 2023       | 3,001   | 31                        | 19         | 19   | 14   | 6    | 3     | –    | 8     | 12         |     |     |     |     |      |
| Wahlkreisprognose         | 9–13 Sep 2023       | 1,200   | 30                        | 17         | 20   | 17.5 | 5    | 2     | 4    | 4.5   | 10         |     |     |     |     |      |
| INSA                      | 4–11 Sep 2023       | 1,000   | 29                        | 19         | 20   | 15   | 6    | 3     | 4    | 4     | 9          |     |     |     |     |      |
| Infratest dimap           | 5–9 Sep 2023        | 1,170   | 31                        | 17         | 18   | 17   | 5    | 3     | 3    | 6     | 13         |     |     |     |     |      |
| Forschungsgruppe Wahlen   | 4–7 Sep 2023        | 1,107   | 30                        | 19         | 19   | 16   | 6    | 3     | –    | 7     | 11         |     |     |     |     |      |
| Civey                     | 24–31 Ago 2023      | 3,002   | 29                        | 20         | 18   | 16   | 6    | 3     | –    | 8     | 9          |     |     |     |     |      |
| Wahlkreisprognose         | 25–29 Ago 2023      | 1,000   | 29                        | 16         | 20   | 18   | 5.5  | 2     | 4.5  | 5     | 9          |     |     |     |     |      |
| Forschungsgruppe Wahlen   | 21–23 Ago 2023      | 1,005   | 31                        | 18         | 20   | 15   | 6    | 3     | –    | 7     | 11         |     |     |     |     |      |
| Civey                     | 9–16 Ago 2023       | 2,810   | 29                        | 19         | 20   | 15   | 6    | 3     | –    | 8     | 9          |     |     |     |     |      |
| Wahlkreisprognose         | 18–23 Jul 2023      | 1,015   | 25.5                      | 16         | 20   | 20   | 5    | 2     | 5.5  | 6     | 5.5        |     |     |     |     |      |
| Wahlkreisprognose         | 23 Jun – 1 Jul 2023 | 1,400   | 26                        | 18         | 20   | 19   | 5    | 2.5   | 3.5  | 6     | 6          |     |     |     |     |      |
| INSA                      | 5–12 Jun 2023       | 1,000   | 29                        | 18         | 22   | 13   | 7    | 4     | 3    | 4     | 7          |     |     |     |     |      |
| Wahlkreisprognose         | 17–22 May 2023      | 1,002   | 29                        | 16         | 23.5 | 13   | 7    | 2     | 3    | 6.5   | 5.5        |     |     |     |     |      |
| INSA                      | 17–24 Abr 2023      | 1,000   | 30                        | 20         | 21   | 12   | 7    | 4     | 3    | 3     | 9          |     |     |     |     |      |
| Wahlkreisprognose         | 5–14 Abr 2023       | 1,398   | 28                        | 18         | 24   | 12.5 | 7    | 2     | 3    | 5.5   | 4          |     |     |     |     |      |
| Infratest dimap           | 7–11 Mar 2023       | 1,177   | 32                        | 22         | 20   | 11   | 5    | 3     | –    | 7     | 10         |     |     |     |     |      |
| Wahlkreisprognose         | 3–7 Mar 2023        | 1,003   | 29                        | 21         | 24   | 11   | 6    | 1.5   | 3    | 4.5   | 5          |     |     |     |     |      |
| Wahlkreisprognose         | 3–6 Feb 2023        | 1,521   | 26                        | 20         | 25   | 12   | 7.5  | 1.5   | 2.5  | 5.5   | 1          |     |     |     |     |      |
| Wahlkreisprognose         | 23–27 Dic 2022      | 1,150   | 28                        | 19         | 25   | 12   | 7    | 1.5   | 2.5  | 5     | 3          |     |     |     |     |      |
| Wahlkreisprognose         | 25–27 Nov 2022      | 1,100   | 30                        | 19.5       | 22   | 12   | 6.5  | 2     | 3    | 5     | 8          |     |     |     |     |      |
| Wahlkreisprognose         | 24–28 Oct 2022      | 1,082   | 28.5                      | 21         | 18   | 13.5 | 7    | 3     | 3    | 6     | 7.5        |     |     |     |     |      |
| Infratest dimap           | 12–15 Oct 2022      | 1,161   | 27                        | 22         | 22   | 12   | 6    | 3     | –    | 8     | 5          |     |     |     |     |      |
| Wahlkreisprognose         | 25–29 Sep 2022      | 1,000   | 30.5                      | 21         | 15   | 14.5 | 7    | 4     | 3    | 5     | 9.5        |     |     |     |     |      |
| Wahlkreisprognose         | 25–30 Ago 2022      | 1,010   | 29.5                      | 26         | 15.5 | 9    | 7    | 3.5   | 3.5  | 6     | 3.5        |     |     |     |     |      |
| Wahlkreisprognose         | 7–12 Jul 2022       | 1,043   | 29.5                      | 26.5       | 20   | 7    | 6.5  | 2.5   | 3.5  | 4.5   | 3          |     |     |     |     |      |
| Wahlkreisprognose         | 12–18 Jun 2022      | 1,200   | 32                        | 27         | 18   | 7    | 6    | 3     | 2    | 5     | 5          |     |     |     |     |      |
| Wahlkreisprognose         | 29 Abr–4 May 2022   | 1,023   | 28                        | 24.5       | 21   | 7    | 8    | 3.5   | 2    | 6     | 3.5        |     |     |     |     |      |
| INSA                      | 4–11 Abr 2022       | 1,000   | 24                        | 19         | 24   | 10   | 8    | 5     | 3    | 7     | -          |     |     |     |     |      |
| Wahlkreisprognose         | 3–10 Mar 2022       | 1,400   | 25                        | 24         | 24   | 7    | 8    | 4     | 2.5  | 5.5   | 1          |     |     |     |     |      |
| Infratest dimap           | 28 Feb–2 Mar 2022   | 1,169   | 27                        | 20         | 24   | 7    | 9    | 5     | –    | 8     | 3          |     |     |     |     |      |
| Wahlkreisprognose         | 21–28 Ene 2022      | 1,102   | 25                        | 19         | 26   | 9    | 8    | 6     | 3    | 4     | 1          |     |     |     |     |      |
| Wahlkreisprognose         | 26 Nov–2 Dic 2021   | 1,000   | 21.5                      | 18.5       | 24.5 | 9    | 13   | 5     | 3    | 5.5   | 3          |     |     |     |     |      |
| INSA                      | 11–19 Oct 2021      | 1,253   | 20                        | 20         | 26   | 11   | 11   | 5     | 3    | 4     | 6          |     |     |     |     |      |
| Elecciones federales 2021 | 26 Sep 2021         | –       | 22.8                      | 15.8       | 27.6 | 8.8  | 12.8 | 4.3   | 1.7  | 6.0   | 4.8        |     |     |     |     |      |
| Wahlkreisprognose         | 5–11 May 2021       | –       | 21.5                      | 27         | 16   | 9.5  | 12   | 5     | 5    | –     | 5.5        |     |     |     |     |      |
| Infratest dimap           | 18–23 Feb 2021      | 1,001   | 32                        | 21         | 17   | 10   | 7    | 6     | –    | 7     | 11         |     |     |     |     |      |
| Wahlkreisprognose         | 7–14 Dic 2020       | –       | 32                        | 21.5       | 18.5 | 12   | 6    | 6     | –    | 4     | 10.5       |     |     |     |     |      |
| Infratest dimap           | 1–7 Dic 2020        | 1,004   | 34                        | 22         | 19   | 8    | 7    | 5     | –    | 5     | 12         |     |     |     |     |      |
| INSA                      | 22–29 Oct 2020      | 1,018   | 30                        | 19         | 18   | 11   | 6    | 9     | –    | 7     | 11         |     |     |     |     |      |
| Wahlkreisprognose         | 5–12 Sep 2020       | –       | 31.5                      | 22         | 16.5 | 13   | 5    | 8     | –    | –     | 9.5        |     |     |     |     |      |
| Wahlkreisprognose         | 10–16 Jul 2020      | –       | 30                        | 21.5       | 20.5 | 12   | 5    | 7     | –    | –     | 8.5        |     |     |     |     |      |
| Wahlkreisprognose         | 20–25 May 2020      | –       | 36                        | 20         | 20.5 | 9    | 5    | 5     | –    | –     | 15.5       |     |     |     |     |      |
| Infratest dimap           | 12–13 May 2020      | 1,005   | 36                        | 20         | 18   | 10   | 7    | 4     | –    | 5     | 16         |     |     |     |     |      |
| Wahlkreisprognose         | 6–14 Abr 2020       | –       | 32                        | 22         | 21   | 8    | 6.5  | 5     | –    | –     | 10         |     |     |     |     |      |
| Infratest dimap           | 7–13 Feb 2020       | 1,000   | 26                        | 25         | 16   | 12   | 7    | 8     | –    | 6     | 1          |     |     |     |     |      |
| INSA                      | 4–16 Dic 2019       | 2,000   | 26                        | 23         | 16   | 13   | 8    | 9     | 3    | 2     | 3          |     |     |     |     |      |
| Elecciones europeas 2019  | 26 May 2019         | –       | 25.8                      | 23.4       | 18.4 | 9.9  | 6.4  | 4.4   | 1.7  | 10.0  | 2.4        |     |     |     |     |      |
| Infratest dimap           | 16–24 Abr 2019      | 1,001   | 27                        | 21         | 19   | 13   | 9    | 6     | –    | 5     | 6          |     |     |     |     |      |
| Elecciones estatales 2018 | 28 Oct 2018         | –       | 27.0                      | 19.8       | 19.8 | 13.1 | 7.5  | 6.3   | 3.0  | 3.6   | 7.2        |     |     |     |     |      |

## Resultados
|  | 35.6 % |

|  | 34.6 % |

|  | 17.5 % |

|  | 18.4 % |

|  | 18.3 % |

|  | 15.1 % |

|  | 14.2 % |

|  | 14.8 % |

|  | 4.9 % |

|  | 5.0 % |

|  | 4.7 % |

|  | 3.5 % |

|  | 3.2 % |

|  | 3.1 % |

|  | 0.2 % |

|  | 1.5 % |

|  | 0.5 % |

|  | 1.0 % |

|  | 0.7 % |

|  | 0.8 % |

|  | 0.2 % |

|  | 0.5 % |

|  | 0.0 % |

|  | 0.3 % |

|  | 0.0 % |

|  | 0.3 % |

|  | 0.0 % |

|  | 0.2 % |

|  | 0.2 % |

|  | 0.0 % |

|  | 0.2 % |

|  | 0.0 % |

|  | 0.2 % |

|  | 0.0 % |

|  | 0.1 % |

|  | 0.0 % |

|  | 0.1 % |

|  | 0.1 % |

|  | 0.0 % |

|  | 0.1 % |

|  | 98.2 % |

|  | 98.4 % |

|  | 1.8 % |

|  | 1.6 % |

|  | 100.00 % |

|  | 100.00 % |

|  | 66.0 % |

|  | 66.0 % |

## Formación de gobierno
Inmediatamente después de las elecciones, el ministro-presidente Boris Rhein anunció que quería mantener conversaciones exploratorias con su anterior socio de coalición, los Verdes, así como con el SPD y el FDP. Según Rhein, se llevaron a cabo cinco rondas de conversaciones entre la CDU y los Verdes, así como con el SPD en las semanas siguientes.
El 10 de noviembre de 2023, Rhein anunció su intención de poner fin a la coalición anterior entre la CDU y los Verdes y en su lugar gobernar con el SPD. El comité ejecutivo estatal de la CDU y el grupo parlamentario en el parlamento estatal habían aceptado previamente por unanimidad la decisión para las negociaciones. Rhein declaró que la decisión "no se había tomado a la ligera" y que se había "considerado seriamente".
Los comités del SPD Hesse también votaron por unanimidad para iniciar las negociaciones de coalición con la CDU. Anteriormente, la ministra Federal del Interior, Nancy Faeser, la principal candidata del SPD en las elecciones estatales de Hesse, había rechazado un traslado a Wiesbaden. Finalmente, las negociaciones fructificaron y se llegó a un acuerdo de coalición.
El nuevo Parlamento Regional Hesiano se constituyó el 18 de enero de 2024.